# Сарпа (рыба)
Сарпа, или сальпа, или сарпа сальповидная (лат. Sarpa salpa) — вид морских лучепёрых рыб из семейства спаровых (Sparidae).

## Описание
Тело почти овальное, сжатое с боков, умеренно высокое, покрыто мелкой чешуей. Глаза маленькие, их диаметр меньше длины рыла. Рот маленький. Зубы на обеих челюстях резцевидные, расположены в один ряд. Режущий край передних зубов верхней челюсти с одной заметной зазубренной (выемкой) посередине, которая разделяет его как бы на два зубчика. На нижней челюсти зубы с заострённой вершиной треугольной формы. Спина серовато-голубая, бока и брюхо беловато-серебристые. На боках имеется до 10—11 оранжевых или золотисто-оранжевых продольных полос, некоторые из них переходят на голову. У основания грудных плавников имеется нечеткое тёмное пятно.
Максимальная длина тела 51 см, обычно до 30 см.

## Ареал
Распространены в восточной части Атлантического океана от Бискайского залива до Южной Африки, включая Средиземное, Адриатическое, Чёрное моря. В западной части Индийского океана встречаются от юга Мозамбика до южной Африки.

## Биология

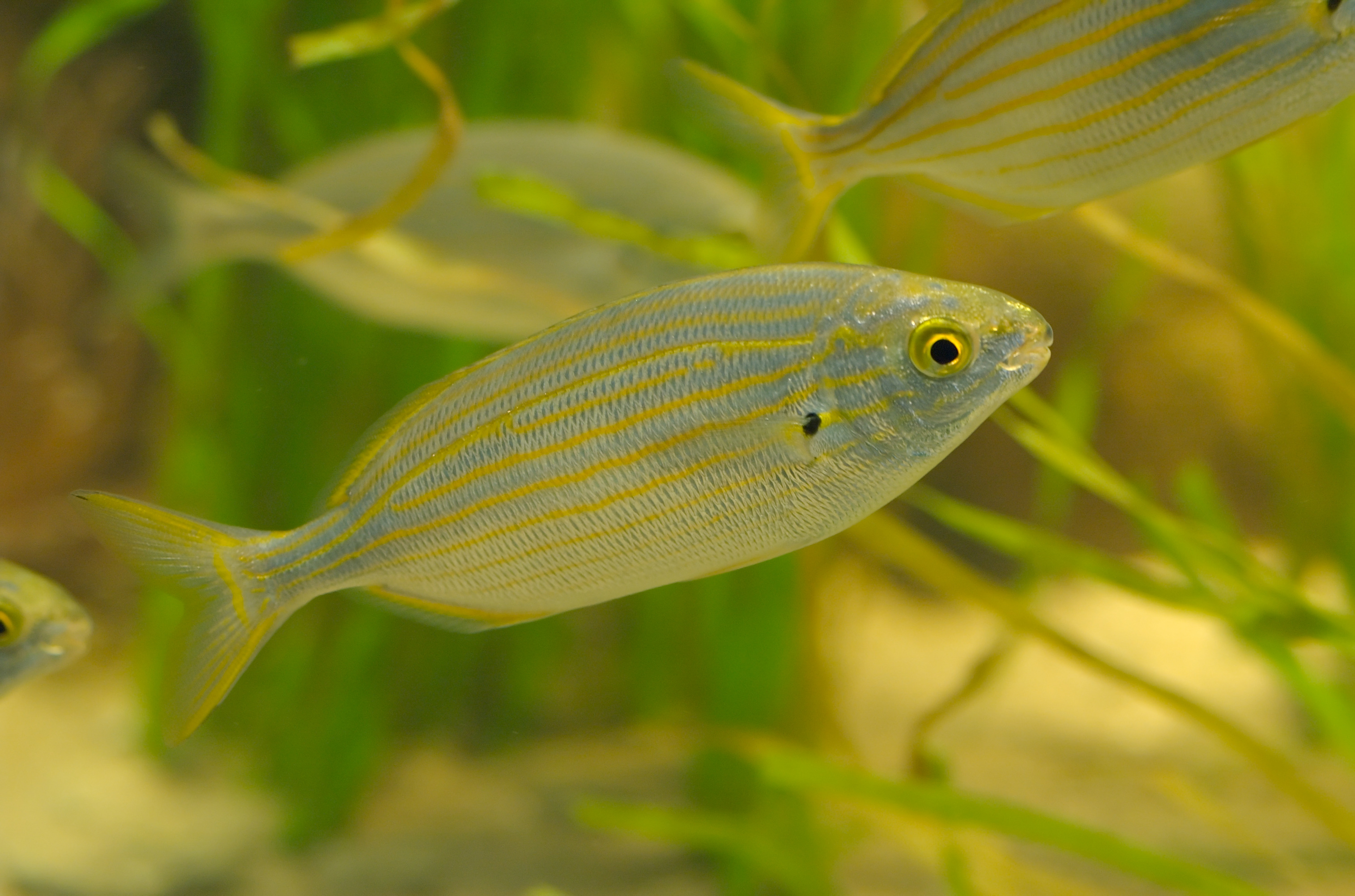

Морская стайная рыба прибрежной зоны. Держится над скалами и большими камнями, покрытыми растительностью, или среди растительности литоральной зоны на глубине от 5 до 70 м.
Питается преимущественно подводной растительностью, но также моллюсками и мелкими рыбами.

### Размножение
Сарпа является протандрическим гермафродитом, то есть сначала все половозрелые особи являются самцами, а затем часть рыб меняет пол и становится самками. Впервые созревают при длине тела 18—20 см. Смена пола происходит при длине тела 26—28 см. Среди крупных особей преобладают самки. Нерест порционный. В Средиземном море у берегов Франции нерестятся с марта по май, а у берегов Туниса — с сентября по ноябрь. У западного побережья Африки нерестовый сезон продолжается с декабря по март.
У Канарских островов сезон размножения продолжается с сентября по май с пиком нерестовой активности в зимние месяцы (декабрь, январь). Самцы достигают половой зрелости при длине тела 22,6 см в возрасте двух лет, а самки — при длине тела 29,4 см в возрасте трёх лет. Зафиксированная максимальная продолжительность жизни — 11 лет.